# Marcion
Marcion (100 - 160 e.n) a fost întemeietorul unui curent creștin cu influențe gnostice cu mare răspândire în secolul al II-lea, înființat la Roma în anul 144 d.Hr. În procesul de autodefinire a bisericii Romei a fost acuzat de erezie de către tatăl său, Episcopul de Sinope. Învățăturile lui Marcion se extind rapid până în Egipt sau Persia unde mai târziu vor fi combătute, dar influențele ei se pot întâlni la Paulicani.
Astfel, Marcion a intrat în istoria bisericii ca primul mare eretic, fiindu-i dedicată o bogată literatură apologetică. În teologia liberală, el a fost în parte reabilitat și considerat ca un reformator  al bisericii primare.
Marcion a fost primul teolog care a definit diferența între un Dumnezeu al dragostei așa cum a fost el prezentat de Isus ca Tatăl și Dumnezeul rău și crud din Vechiul Testament, unul care este răspunzător pentru Creație, Lege și Judecată. Marcion respinge întregul Vechi Testament prezentând un Demiurg identic ca cel din Gnoză, care nu are nimic în comun cu Dumnezeul Dragostei din Noul Testament. Date fiind convingerile sale teologice, Marcion a cenzurat textele Evangheliei până la ce numim Evanghelia Marcionistă sau primul canon biblic — până la Marcion Noul Testament nu exista drept carte, ci doar ca scrieri separate și nu mereu aceleași.